# Julio Ricci
Julio Ricci Torres (Montevideo, 20 de enero de 1920 - Montevideo, 1995) fue un escritor, lingüista, filólogo, traductor y editor uruguayo.

## Biografía
Su trayectoria como lingüista y filólogo lo llevó a dictar cursos en universidades de Suecia, Italia, Francia y Estados Unidos. De retorno a su país, ejerció como docente de Lingüística y Filosofía del lenguaje.
Se inició como narrador a fines de los años sesenta, luego de varios trabajos de traducción de escritores suecos al español, completando de ahí en más siete volúmenes de cuentos. Fue también editor, a través de su sello Géminis, donde difundió a nuevos narradores como Miguel Ángel Campodónico y Tarik Carson, y de la revista Foro Literario, especializada en estudios universitarios y académicos en las letras y el pensamiento.
La narrativa de Ricci, de temática urbana, se vincula con el naturalismo y el realismo. El mismo autor consideró como influencias mayores a Gógol, Halldór Laxness, y otros escritores nórdicos y centro europeos.

## Obra
- Los maniáticos (1970)
- El grongo (1976)
- Ocho modelos de felicidad (1980)
- Cuentos civilizados (1985)
- Los mareados (1987)
- Cuentos de fe y esperanza (1990)
- Los perseverantes (1993)